# Juan Carlos Muñoz
Juan Carlos Muñoz (6 de mayo de 1919 - 22 de noviembre de 2009) fue un futbolista argentino.

## Biografía

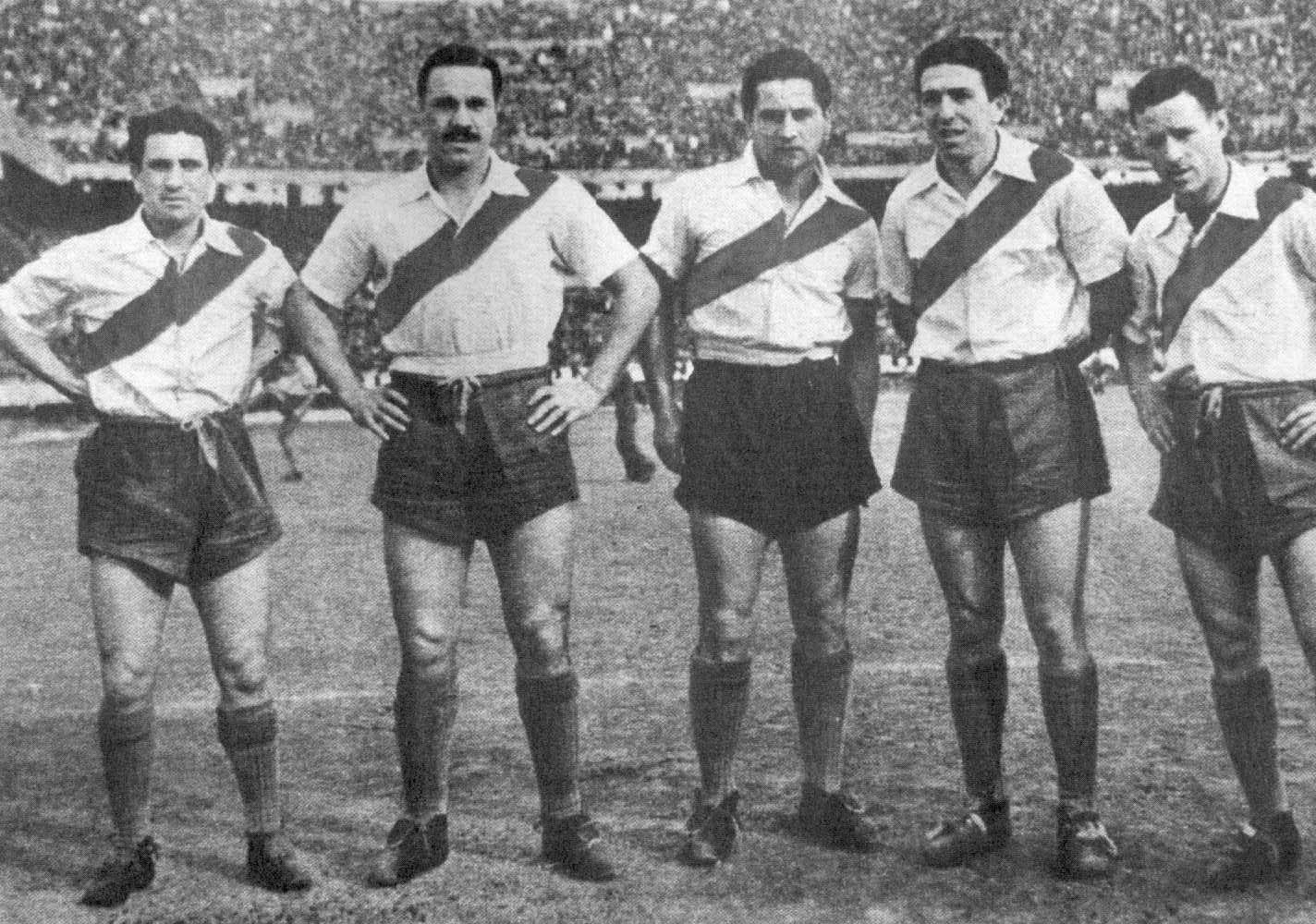
La Máquina: Juan C. Muñoz, José M. Moreno, Adolfo Pedernera, Ángel Labruna y Félix Loustau

Debutó en el Club Sportivo Dock Sud en 1938, luego jugó 184 partidos en River Plate, de 1939 a 1950, y convirtió 39 goles. Luego pasó a Platense, de 1951 a 1953, jugó 39 partidos y anotó 3 goles, siendo este su último club antes de retirarse. Muñoz fue integrante de «La Máquina» junto a José Manuel Moreno, Adolfo Pedernera, Ángel Labruna y Félix Loustau.
Falleció el 22 de noviembre de 2009 a los 90 años a consecuencia de un infarto de miocardio.

## Clubes
| Club        | País      | Año       | PJ  | Goles |
| ----------- | --------- | --------- | --- | ----- |
| Dock Sud    | Argentina | 1938-1939 | 23  | 13    |
| River Plate | Argentina | 1939-1950 | 184 | 39    |
| Platense    | Argentina | 1951-1953 | 39  | 3     |

## Palmarés

### Como jugador

#### Campeonatos nacionales
| N.º | Título           | Equipo      | País      | Año  |
| --- | ---------------- | ----------- | --------- | ---- |
| 1   | Primera División | River Plate | Argentina | 1941 |
| 2   | Primera División | River Plate | Argentina | 1942 |
| 3   | Primera División | River Plate | Argentina | 1945 |
| 4   | Primera División | River Plate | Argentina | 1947 |

#### Copas nacionales
| N.º | Título         | Equipo      | País      | Año  |
| --- | -------------- | ----------- | --------- | ---- |
| 1   | Copa Escobar   | River Plate | Argentina | 1941 |
| 2   | Copa Ibarguren | River Plate | Argentina | 1941 |
| 3   | Copa Ibarguren | River Plate | Argentina | 1942 |

#### Copas internacionales
| N.º | Título                  | Equipo              | País      | Año  |
| --- | ----------------------- | ------------------- | --------- | ---- |
| 1   | Copa Aldao              | River Plate         | Argentina | 1941 |
| 2   | Campeonato Sudamericano | Selección Argentina | Chile     | 1945 |
| 3   | Copa Aldao              | River Plate         | Argentina | 1945 |
| 4   | Copa Aldao              | River Plate         | Argentina | 1947 |